# لي تشانغ-جونغ
لي تشانغ-جونغ (الكورية: 이창용) هو لاعب كرة قدم كوري جنوبي في مركز الدفاع، ولد في 27 أغسطس 1990 في كوريا الجنوبية. لعب مع أولسان هيونداي.

## وصلات خارجية
- لي تشانغ-جونغ على موقع دوري كوريا الجنوبية (الإنجليزية)
- لي تشانغ-جونغ على موقع قاعدة بيانات كرة القدم.إي يو (الإنجليزية)
- لي تشانغ-جونغ على موقع Soccerway.com (الإنجليزية)